# Golfclub Gaasterland
Golfclub Gaasterland is een Nederlandse golfclub bij Oudemirdum in de streek Gaasterland in de provincie Friesland.

## Geschiedenis
Stichting Golfclub Gaasterland werd in 1986 opgericht en de Vereniging Golfclub Gaasterland in 1987. In 1995 werd bij de Sminkewei 25 hectare aangekocht. De 9 holes baan met een lengte van 2900 meter is ontworpen door golfbaanarchitect Alan Rijks. De officiële opening van baan en clubhuis vond plaats in 2003. Het clubhuis werd in 2011 verbouwd.
In een gebied van 43 hectare is ongeveer 16 hectare ingericht als golfbaan. Het overige gedeelte heeft als hoofdfunctie natuur. De golfers zijn er te gast. De baan is de eerste Europese golfbaan die als natuurbaan werd gecertificeerd. Golfclub Gaasterland kreeg in 2013 kreeg  het GEO-certificaat voor duurzaam golfbaanbeheer toegekend. Aan de oostzijde ligt het Lycklamabos en aan de westzijde liggen de natuurgebieden Elfbergen en Wyldemerk. Aan de noordzijde staat het monumentale gebouw Kippenburg.